# Punta del Este
Punta del Este je město v Uruguayi. Leží na jihovýchodě země na pobřeží Atlantiku. Nachází se v departmentu Maldonado. Při sčítání lidu v roce 2011 mělo město 9277 obyvatel. Na severu od Punta del Este leží město Maldonado, které je sídlem departementu. Punta del Este je vzdáleno přibližně 140 km od hlavního města Montevideo. Punta del Este je významným dovolenkovým resortem v Uruguayi a patří mezi nejnavštěvovanější dovolenkové destinace Jižní Ameriky. V celé oblasti kolem Punta del Este žije přibližně 200 000 lidí, ale během dovolenkové sezóny se počet obyvatel oblasti zvyšuje až na více než 600 000 lidí. Jen z Argentiny přijde každý rok více než jeden milion turistů. Z Brazílie více než 300 000, z Evropy přibližně 100 000 a téměř 60 000 ze Severní Ameriky.
Město Punta del Este bylo formálně založeno v roce 1907. Počátky města sahají do roku 1829, kdy zde byla založena osada Villa Ituzaingó.